# Fort-de-France
Fort-de-France, till 1802 Fort Royal, är huvudstaden i det franska departementet Martinique i Västindien. Staden har 75 165 invånare (2022). Fort-de-France är ett viktigt ekonomiskt, kulturellt, kommersiellt och militärt centrum i Små Antillerna.

## Befolkningsutveckling
Antalet invånare i kommunen Fort-de-France
| Referens: INSEE |

## Bildgalleri

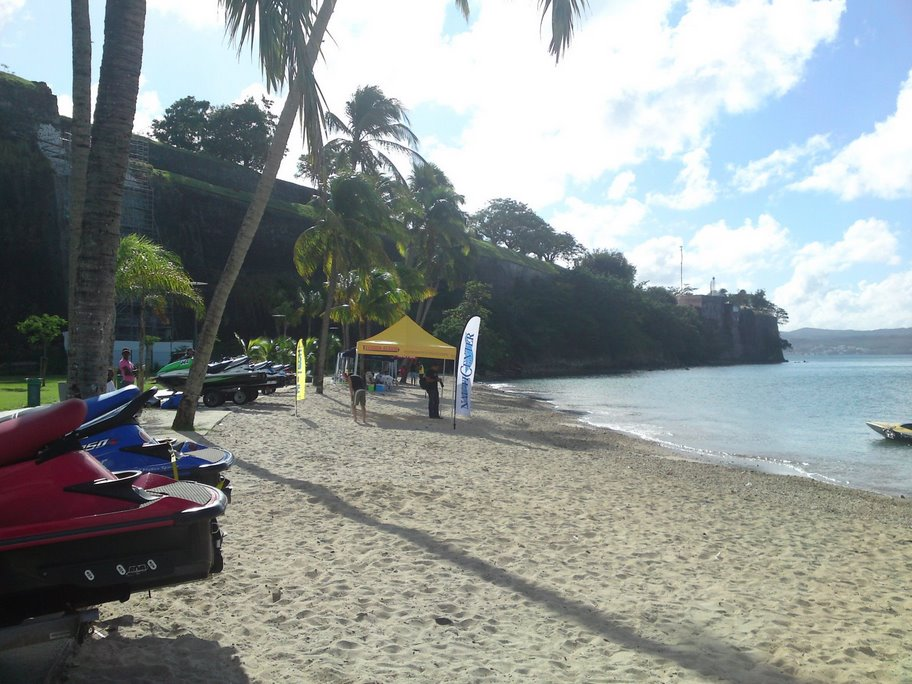
La Française-badstranden i Fort-de-France
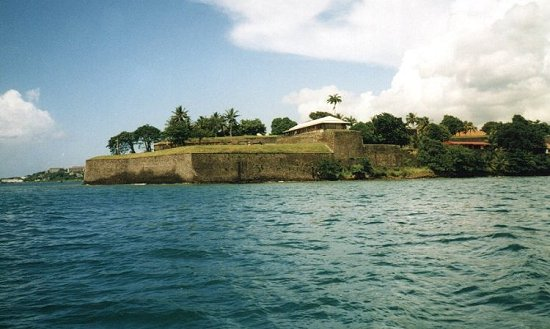
Saint-Louis-befästningen (marinbas)
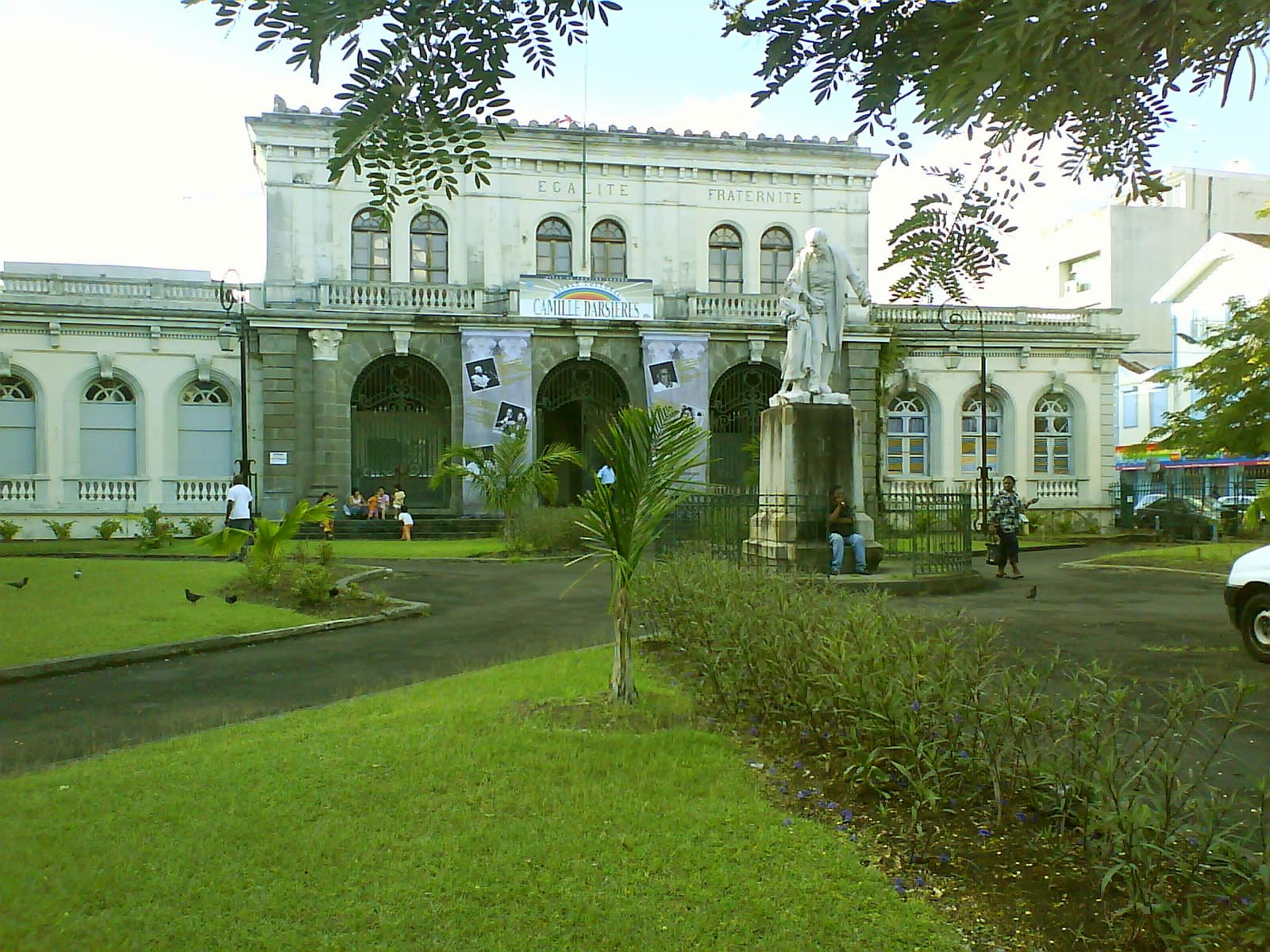
Espace Camille-Darsières, idag kulturhus, tidigare domstolsbyggnad
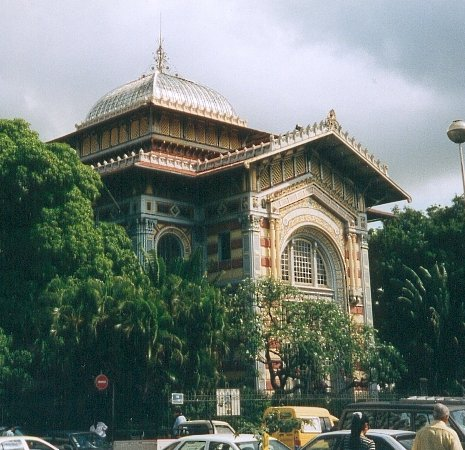
Schœlcher-biblioteket
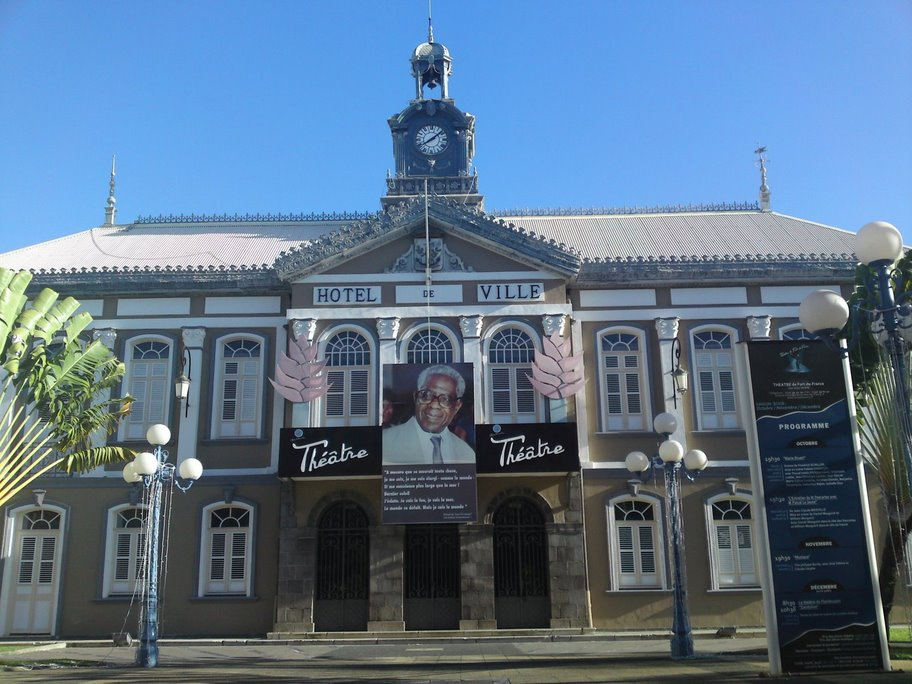
Aimé-Césaire-teatern, tidigare Fort-de-Frances stadshus
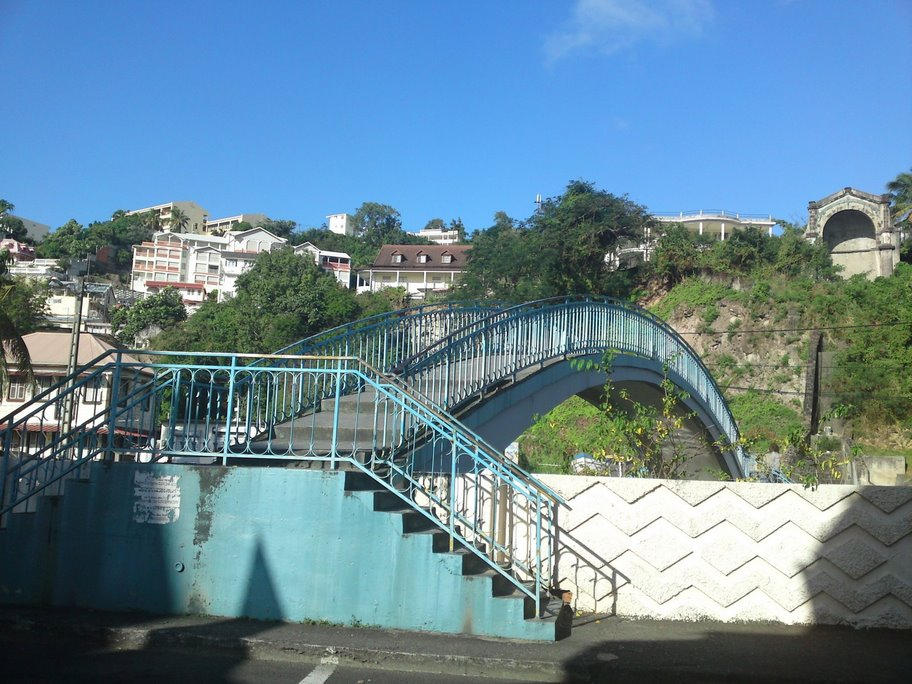
Gueydon-bron över Levassor-kanalen